# Distretto di Delémont
Il distretto di Delémont (Delsberg in tedesco) è un distretto del Canton Giura, in Svizzera. Confina con i distretti di Franches-Montagnes a sud-ovest, di Porrentruy a nord-ovest, con la Francia (dipartimento dell'Alto Reno in Alsazia) ed il Canton Basilea Campagna (distretto di Laufen) a nord, con il Canton Soletta (distretti di Thierstein a nord-est e di Thal a sud-est) e con il Canton Berna (distretto di Moutier) a sud. Il capoluogo è Delémont.

## Suddivisioni
Amministrativamente è diviso in 19 comuni:
- Boécourt
- Bourrignon
- Châtillon
- Courchapoix
- Courrendlin
- Courroux
- Courtételle
- Delémont
- Develier
- Ederswiler
- Haute-Sorne
- Mervelier
- Mettembert
- Movelier
- Pleigne
- Rossemaison
- Saulcy
- Soyhières
- Val Terbi

Fino al 1976 fece parte del distretto anche il comune di Rebévelier, in seguito passato al distretto di Moutier (dal 2010 confluito nel circondario del Giura Bernese); il comune di Vellerat fece parte del distretto dal 1996 fino alla sua fusione con Courrendlin nel 2019.

### Fusioni
- 2013: Bassecourt, Courfaivre, Glovelier, Soulce, Undervelier → Haute-Sorne
- 2013: Montsevelier, Vermes, Vicques → Val Terbi
- 2018: Corban, Val Terbi → Val Terbi
- 2019: Courrendlin, Rebeuvelier, Vellerat → Courrendlin